# Praestilbia armeniaca
Praestilbia armeniaca là một loài bướm đêm trong họ Noctuidae.